# نانپارا
نانپارا (به انگلیسی: Nanpara) یک منطقهٔ مسکونی در هند است که در بخش بارایچ واقع شده‌است. نانپارا ۳۶ کیلومتر مربع مساحت و ۶۴٬۷۸۲ نفر جمعیت دارد و ۱۳۲ متر بالاتر از سطح دریا واقع شده‌است.